# بهنو
بهنو (به انگلیسی: Behenu) یک ملکه همسر در مصر باستان بود که در دوران حکمرانی دودمان ششم مصر زندگی می‌کرد. گمان می‌رود که او همسر یکی از دو فرعون، پپی یکم یا پپی دوم بوده باشد.
بازمانده‌های هرم او نخستین‌بار در سال ۲۰۰۷ کشف شد، و خبر کشف اتاق دفن او در مارس ۲۰۱۰ به‌صورت عمومی اعلام گردید. این مجموعه در نزدیکی هرم پپی دوم یافت شد و بر این اساس تصور می‌شود که «احتمالاً» همسر این فرعون بوده، هرچند تاکنون هیچ کتیبه‌ای یافت نشده که پیوند قطعی او با پیپی دوم را تأیید کند.
در کنار اتاق دفن، مجموعه‌ای از متون اهرام نیز کشف شد. این تنها دومین مورد شناخته‌شده از به‌کارگیری این متون مذهبی باستانی در رابطه با یک ملکه (و نه یک فرعون) است.